# 安平郡 (东汉)
安平郡，中国东汉时设置的郡。
中平元年（184年），改安平国为安平郡，属冀州，治所在信都县（今河北省冀州市）。西晋泰始元年（265年），安平郡改为安平国，后改长乐国。